# لاك لينوتري (كيبك)
لاك لينوتري (بالإنجليزية: Lac-Lenôtre, Quebec)‏ هي بلدية محلية في كيبيك تقع في كندا في La Vallée-de-la-Gatineau Regional County Municipality. يقدر عدد سكانها بـ 0 نسمة ومساحتها 2,124.80 كم2 .